# 域多利亞公眾殮房

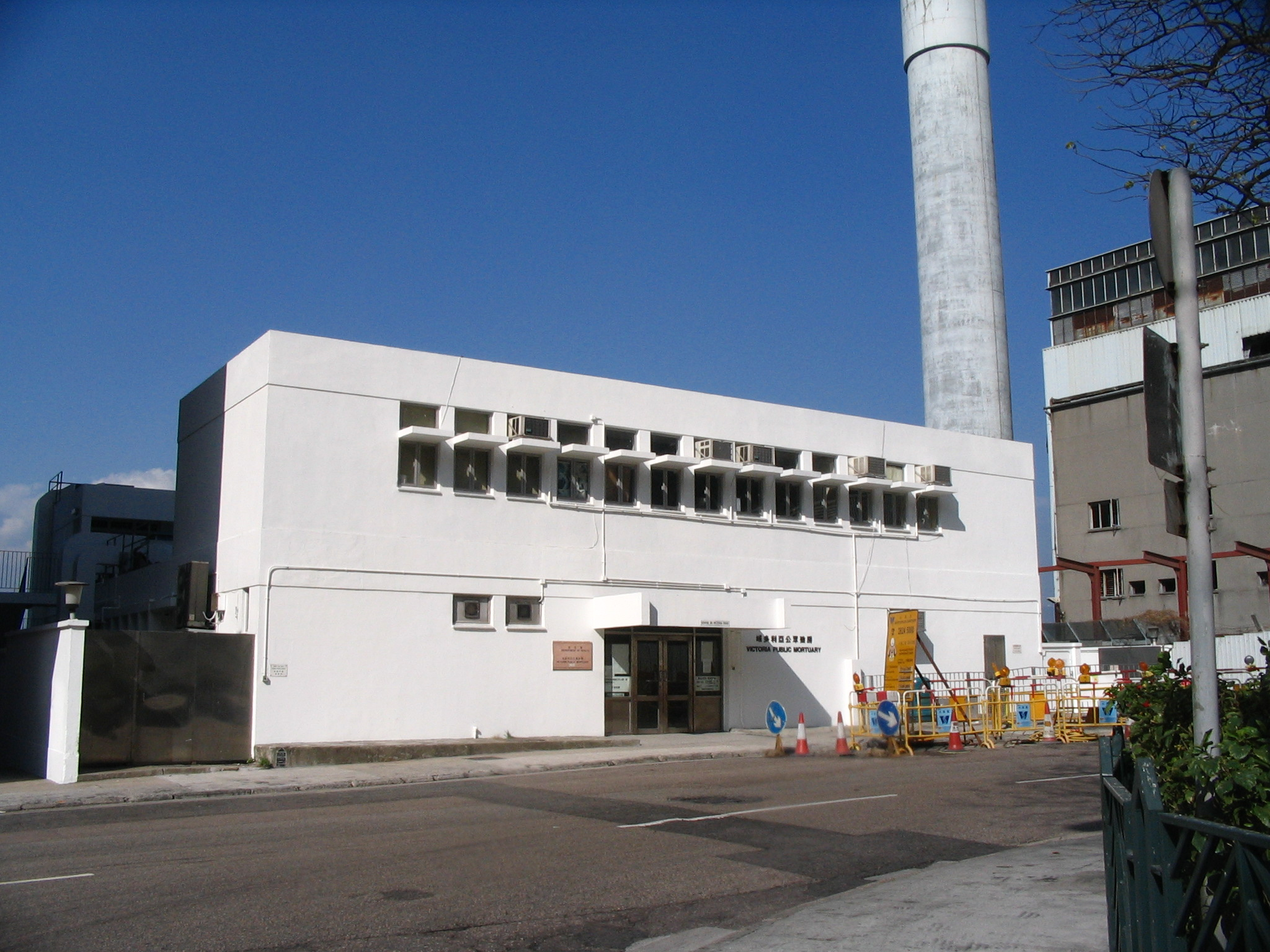
域多利亞公眾殮房外觀，後方的煙囪屬於堅尼地城焚化爐

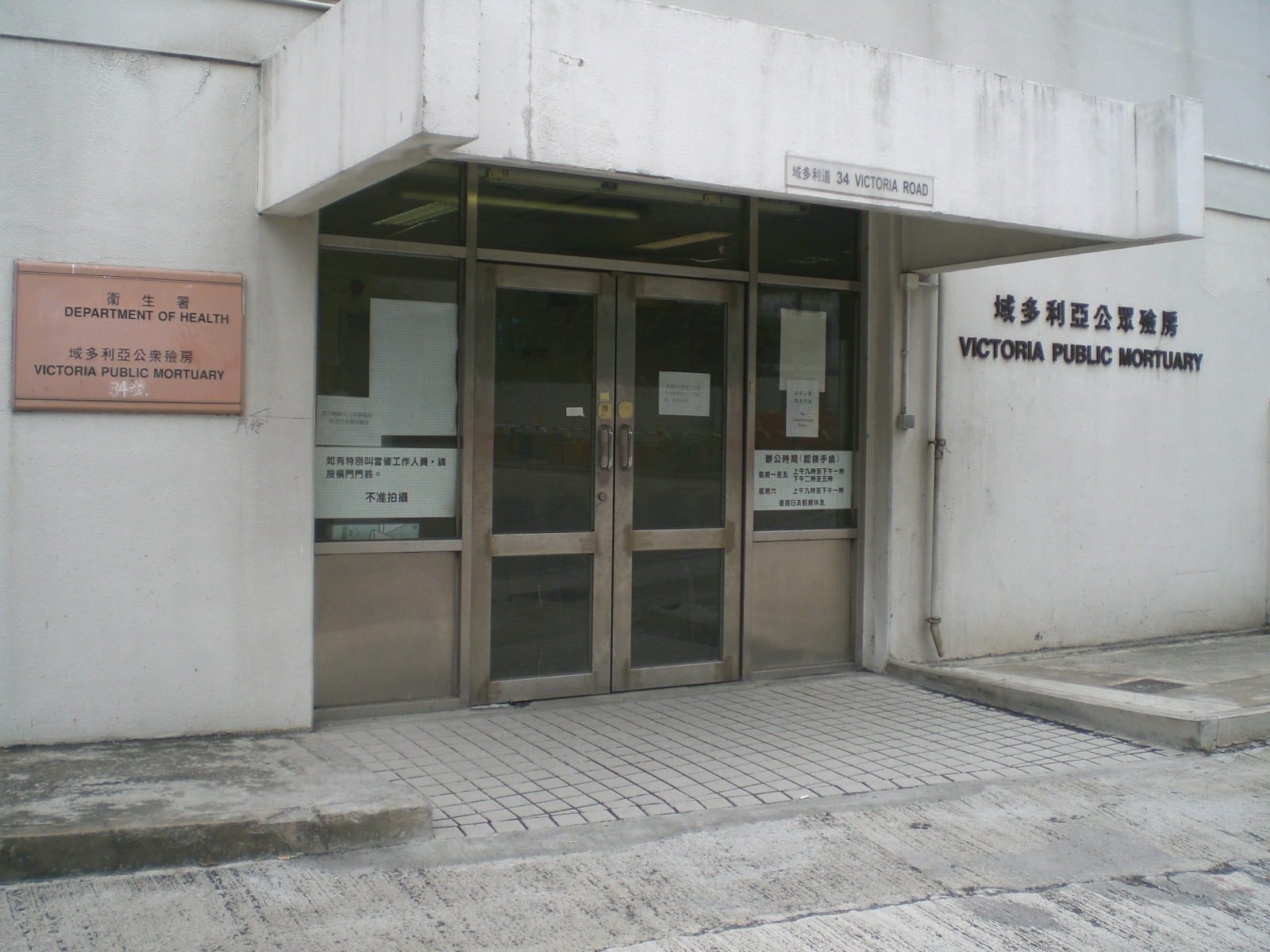
域多利亞公眾殮房正門

域多利亞公眾殮房（英語：Victoria Public Mortuary；又稱域多利公眾殮房）是香港一個公眾殮房，於1972年12月16日建成及啟用，面積890平方米。殮房位於香港香港島堅尼地城西部（西環尾）的西寧街旁（地址為域多利道34號），樓高兩層，由衞生署管理。域多利亞公眾殮房昔日位於石塘咀山道。

## 歷史
域多利亞公眾殮房原址位於石塘咀山道（現為山道花園）。由於過於接近民居和學校，1963年2月起，政府計劃將殮房遷至堅尼地城西寧街現址，並於1972年12月16日實施。

### 搬遷重建
由於建築物老化，政府計劃斥資8.9億港元，將域多利亞公眾殮房重置到現址西南面800米左右的摩星嶺山腳域多利道西端用地，並在該用地東南面的現有岩洞設置衞生署附屬設施，包括緊急事故物資貯存室及存放個人保護裝備的倉庫。重置後原地將會用作海濱長廊及休憩用地用途。
遺體存放量亦可由現時的70具大增至358具。重建後的建築物高五層，設有五個冷藏室及一個冷凍庫，並將增設室內遺體告別室，提供較為私人的環境，供喪親家屬舉行遺體告別儀式；並將增設小型環保化寶爐，內有處理黑煙及飛灰的系統。為配合周圍環境，工程將包括綠化項目，如綠化天台等，而外牆會使用低反光的物料，以減少對周邊建築物及居民的影響。重置工程於2022年展開，預計2028年完工。
新殮房大樓設有四個剖驗套間，供處理常規死因裁判官個案及為執法人員提供刑事偵查培訓功能、腐化遺體、兇殺或死因可疑個案，以及有高感染風險的遺體等情況使用。
附屬設施包括 X 光和電腦掃描室、化驗室、遺體辨認區、會見室、喪親家屬支援設施、觀剖室、更換及卸除保護衣的房間及辦公室等。
立法會財務委員會於2025年3月21日通過斥資12.91億港元重置域多利亞公眾殮房，可停放的遺體數量進一步增加至不少於1000具，以應付未來遺體儲存需求，以及應對傳染病。
重置域多利亞公眾殮房用地的東南面的岩洞曾用作香港鐵路有限公司（下稱「港鐵」）的火藥庫，現時已空置。由於域多利亞公眾殮房的用途獨特而且毗鄰岩洞較用地出入口水平低兩層樓，使用該岩洞作其他一般用途並不適宜。為善用土地資源，衞生署建議在岩洞內設置附屬設施，包括個人保護裝備倉庫。這些個人保護裝備將提供給衞生署法醫服務（包括重置的域多利亞公眾殮房）及其他衞生署服務單位使用。根據現行政策，衞生署需要儲備足夠應付三個月使用量的個人保護裝備，以應付傳染病爆發。現時，個人保護裝備的存貨分別貯存在衞生署於葵涌租用的一個貨倉及其他地區的小型倉庫。在永久用地可設置長期存放個人保護裝備存貨的設施能讓政府更有效應對傳染病爆發。

## 設施
- 冷藏庫
- 辦公室
- 化驗室
- 觀剖室
- 認屍室

## 鄰近
- 招商局倉碼運輸的貨倉和碼頭
- 維多利亞港
- 堅尼地城巴士總站
- 堅尼地城焚化爐遺址
- 東華痘局遺址

## 外景場地
1. TVB電視劇《殭》

## 參看
- 九龍公眾殮房
- 葵涌公眾殮房
- 新界（沙田）法醫學大樓

## 站外鏈結
- 域多利亞公眾殮房床位不足
- 图文：张国荣自杀身亡--域多利亚公众殓房 （页面存档备份，存于）
- 局長周一嶽巡視域多利亞公眾殮房 （页面存档备份，存于）
- 域多利亞殮房床位爆棚，因為家屬遲遲不來認屍，主管只有自決葬遺體。 （页面存档备份，存于）